# Disparalona rostrata
Disparalona rostrata är en kräftdjursart som först beskrevs av Koch 1841.  Disparalona rostrata ingår i släktet Disparalona och familjen Chydoridae. Inga underarter finns listade i Catalogue of Life.